# Раухваргер, Эйжен
Эйжен Раухваргер (латыш. Eižens Rauhvargers; 23 июля 1923, Лизумская волость — 13 июля 2002) — латвийский переводчик.
Родился в семье учителя. Окончил Первую Рижскую государственную гимназию (1938), впоследствии был составителем (совместно со Скайдрите Сирсоне) сборника воспоминаний о работе гимназии в межвоенный период (латыш. I Rīgas valsts ģimnāzija : 1920-1944; 1994). Затем окончил Латвийский государственный педагогический институт. Преподавал в школе, в педагогическом училище, работал в научной библиотеке АН Латвийской ССР, в Государственном комитете Латвийской ССР по профессионально-техническому образованию.
Член Союза писателей Латвийской ССР с 1951 г., был руководителем секции перевода.
В переводе Раухваргера были опубликованы «Путешествие в Арзрум» и «История Пугачёва» А. С. Пушкина, многие произведения Михаила Булгакова — «Белая гвардия», «Жизнь господина де Мольера», «Театральный роман», «Морфий», а также романы «Кюхля» и «Пушкин» Юрия Тынянова, «Вор» Леонида Леонова, «Доктор Живаго» Бориса Пастернака, «Таис Афинская» Ивана Ефремова (1986, премия за лучший перевод года), рассказы Михаила Зощенко, произведения Сергея Залыгина, Даниила Гранина, Валентина Пикуля и др.
В дополнение к переводческой деятельности Раухваргер занимался афористикой, составил несколько сборников афоризмов, опубликовал собственный сборник афоризмов под псевдонимом Давис Галвиньш (латыш. Dāvis Galviņš).